# Fanboys
Fanboys er en amerikansk komediefilm instrueret af Kyle Newman med Sam Huntington, Chris Marquette, Dan Fogler, Jay Baruchel og Kristen Bell i hovedrollerne. Den havde premiere i USA den 6. februar 2009 og i Danmark den 7. maj 2009. 

## Handling
Året er 1998. De fire kammerater Eric, Linus, Hutch og Windows er hardcore Star Wars-fans, og de venter i spænding på premieren på den første nye Star Wars film i over 15 år, Star Wars Episode I: Den usynlige fjende. Men da det viser sig, at Linus er dødeligt syg af kræft og sandsynligvis ikke lever længe nok til at opleve premieren, beslutter drengene sig for at fremskynde begivenhederne. I Hutch' gamle varevogn rejser de tværs over USA for at bryde ind på George Lucas' Skywalker Ranch og stjæle et tidligt eksemplar af filmen.
Missionen viser sig ikke at være så ligetil men indeholder en masse udfordringer i form af tiltrækkende og problemfyldte unge kvinder, underlige eksistenser og nørdede og arrige fans af Star Trek-film (Trekkies).

## Medvirkende
- Sam Huntington som Eric Bottler
- Chris Marquette som Linus
- Dan Fogler som Harold "Hutch" Hutchinson
- Jay Baruchel som Windows
- Kristen Bell som Zoe
- David Denman som Chaz
- Christopher McDonald som Big Chuck

Der er utalige cameos relateret til Star Wars og andre science-fiction/kult-hit film med blandt andre Carrie Fisher, Billy Dee Williams, Seth Rogen, Jason Mewes, Kevin Smith, Ray Park og William Shatner.